# ایزاک پی. کریستینسی
ایزاک پکهم کریستینسی (به انگلیسی: Isaac Peckham Christiancy) سناتور سابق عضو حزب جمهوری‌خواه ایالات متحده آمریکا بود. وی در سال ۱۸۷۵ تا ۱۸۷۹ میلادی سناتور ایالت میشیگان در سنای ایالات متحده آمریکا بود.